# 博奈 (索姆省)
博奈（法語：Bonnay，法語發音：[bɔnɛ]）是法国上法蘭西大區索姆省的一个市镇，属于亚眠区。该市镇2009年时的人口为237人。

## 人口
博奈人口变化图示
| 数据来源：INSEE |